# یکاترینا بلاواتسکایا
یکاترینا دمیترئونا بلاواتسکایا (ارمنی: Եկատերինա Դմիտրևնա Բլավատսկայա؛ روسی: Екатерина Блаватская Дмитриевна؛ زادهٔ ۲۰ نوامبر ۱۹۱۱ - درگذشته تاریخ نامعلوم) یک چشم‌پزشک اهل روسیه بود.

## زندگی‌نامه
در ۲۰ نوامبر ۱۹۱۱ در اردهان به دنیا آمد و از دانشگاه دولتی پزشکی کوبان (۱۹۴۳) فارغ‌التحصیل شد.   وی همچنین برنده دانشمند شایسته ارمنستان شوروی (۱۹۶۳) شده است. 

## یادداشت
1. ↑  Բժշկական գիտությունների դոկտոր
2. ↑  Կուբանի պետական բժշկական համալսարան